# Taurianova
Taurianova község (comune) Calabria régiójában, Reggio Calabria megyében.

## Fekvése
A megye északnyugati részén fekszik. Határai: Cittanova, Molochio, Oppido Mamertina, Rizziconi, Terranova Sappo Minulio és Varapodio.

## Története
A község 1928-ban jött létre Iatrinoli, Radicena és Terranova Sappo Minulio egyesítésével. Az utóbbi 1946-ban különvált, önálló község lett. A település neve az ókori Taureana településre utal, amelyet a 8. században a tengerpart mentén portyázó szaracénok pusztítottak el. Korabeli épületeinek nagy része az 1783-as calabriai földrengésben elpusztult. 

## Népessége
A népesség számának alakulása:

## Főbb látnivalói
- Madonna dell’Immacolata-templom
- Madonna del Rosario-templom
- SS. Pietro e Paolo-templom
- San Nicola-templom
- San Pio X-templom
- San Giuseppe-templom
- Santa Maria delle Grazie-templom
- Santa Maria della Colomba-templom